# Jean-Baptiste Rudelle
Jean-Baptiste Rudelle, né le 5 mai 1969 à Paris, est un entrepreneur et dirigeant d'entreprise français, cofondateur et ancien président de Criteo.

## Biographie

### Famille et études
Son père, Pierre-Marie Rudelle était artiste-peintre et sa mère, Odile Rudelle chercheuse en science politique.
Jean-Baptiste Rudelle est diplômé en sciences des télécommunications de Supélec (Promotion 1991),. Il décroche également un master of Science en télécommunications à l'Imperial College de Londres.

### Débuts
Après ses études, il travaille chez Enercal (EDF) de 1991 à 1993, puis chez Philips-Lucent de 1993 à 1996. De 1996 à 1999, il est consultant mobile et internet chez Roland Berger, puis chez Arthur D Little. Parallèlement à son poste de consultant, il crée Kallback, une entreprise spécialisée dans le call-back, pour payer moins cher ses communications téléphoniques avec l’étranger.
En 1999, associé à Jean Cherbonnier et Francis Cohen, Jean-Baptiste Rudelle lance le site Kiwee (et sa société K-Mobiles) spécialisé dans les jeux par SMS, sonneries et logos. Kiwee décolle et, quatre ans après son démarrage, cette société comptait une cinquantaine d'employés pour 20 millions d'euros de chiffre d'affaires et un résultat à l'équilibre. La société est revendue à American Greetings en 2004. Jean-Baptiste Rudelle prend la direction de la zone Europe d'AG Interactive, la filiale mobile de son nouveau groupe.

### Fondateur-Président de Criteo
En 2005, il fonde Criteo avec Franck Le Ouay et Romain Niccoli. Après 3 ans de R&D, Criteo se lance en 2008, en s'orientant vers le reciblage publicitaire sur internet. Jean-Baptiste Rudelle déménage à Palo Alto en Californie pour développer Criteo dans la Silicon Valley, et fait entrer le fonds d'investissements Bessemer Venture Partners au capital de son entreprise.
Il revient à Paris en 2012. En octobre 2013, Criteo fait son entrée au Nasdaq, la première entreprise française depuis 1997 à rejoindre les indices des valeurs technologiques de la bourse de New York,.
En 2015, il crée, avec d'autres entrepreneurs de la Tech, le think-tank The Galion Project. En décembre, il quitte la direction générale de Criteo. Il lance l'application de covoiturage urbain Less l'année suivante qui lève 16 millions d'euros en novembre 2017 et qui est revendue à Blablacar en avril 2018.
En mai 2018, Jean-Baptiste Rudelle revient à la direction générale de Criteo. En juin, il annonce le lancement d'un laboratoire de recherche en intelligence artificielle.  
En 2019, Criteo s'oriente vers la création d'une plateforme publicitaire ouverte pour s'adapter aux nouvelles législations en vigueur à l'égard du ciblage publicitaire. En novembre, la transformation de Criteo étant amorcée par une diversification et une réorganisation géographique de ses activités, il passe la main à Megan Clarken au poste de PDG et devient Président du conseil d'administration pour assurer une transition opérationnelle jusqu'à l'annonce des résultats en 2020. 

## Autres fonctions
- Depuis 2018 : Fondateur du Programme Alpha qui soutient financièrement les femmes porteuses de projets entrepreneuriaux ou universitaires[18]
- Depuis 2016 : Cofondateur-Président The Galion Project[19]
- Précédemment membre du Conseil national du numérique[20]
- Précédemment membre du conseil d'administration de l'association France Digitale[21]

## Publications
- Jean-Baptiste Rudelle, Vous avez dit progrès ? Pourquoi votre avocat ne peut plus se payer de baby-sitter, l'Harmattan, novembre 2005, 174 p. (ISBN 978-2-7475-9542-1, lire en ligne)
- Jean-Baptiste Rudelle, Bien investir en Publicité sur Internet, 25 septembre 2009, 136 p. (ISBN 978-2-8106-1112-6)
- Jean-Baptiste Rudelle, On m'avait dit que c'était impossible : le manifeste du fondateur de Criteo, Paris, Éditions Stock, octobre 2015, (édité dans Le Livre de Poche le 12 avril 2017, 253 pages,  (ISBN 9782253186199)) 240 (ISBN 978-2-234-07895-6)
- Philippe Trouchaud (préf. Jean-Baptiste Rudelle), La cybersécurité au-delà de la technologie : comment mieux gérer ses risques pour mieux investir, Odile Jacob, février 2016, 192 p. (ISBN 978-2-7381-6369-1, lire en ligne)

## Récompenses
- 2015 : Lauréat du prix du livre d'économie remis par Emmanuel Macron pour On m'avait dit que c'était impossible[22]

## Vie privée
Jean-Baptiste Rudelle est marié. Il a deux filles. Joueur d'échecs, il participe au tournoi "Pro-Amateur" du Paris Grand Chess Tour en juin 2017 en duo avec Veselin Topalov, tournoi qu'ils remportent et durant lequel ils affrontent entre autres Garry Kasparov.